# Microcos malayana
Microcos malayana är en malvaväxtart som beskrevs av R.C.K.Chung. Microcos malayana ingår i släktet Microcos och familjen malvaväxter. Inga underarter finns listade i Catalogue of Life.